# Angèle Chavatte
Pour les articles homonymes, voir Chavatte.
Angèle Chavatte, née le 1er février 1937 à Vermelles (Pas-de-Calais), est une femme politique française. Membre du Parti communiste français, elle est maire d'Annequin et députée du Pas-de-Calais.

## Biographie
Monitrice d'enseignement ménager de profession, elle est membre du comité central du PCF de 1977 à 1992. Elle est également maire d'Annequin de 1977 à 2001.
Suppléante d'Henri Lucas, elle accède à la députation à son décès, en 1978. Dans la même période, elle devient conseillère générale du canton de Cambrin jusqu'à 1992, ainsi que conseillère régionale de facto. Elle se représente en 1981, dans la 11e circonscription du Pas-de-Calais, mais distancée au premier tour par Noël Josèphe, elle se désiste en sa faveur.

## Détail des fonctions et des mandats
Mandat parlementaire
- 31 juillet 1978 - 22 mai 1981 : députée de la 11e circonscription du Pas-de-Calais

Mandats locaux
- mars 1977 - mars 2001 : maire d'Annequin
- 1978 - 1992 : conseillère générale du canton de Cambrin